# Бабицкий, Александр Александрович
Александр Александрович Бабицкий (1860 — после 1912) — адвокат, депутат Государственной думы Российской империи II созыва от Петроковской губернии.

## Биография
В 1879 году окончил Петроковскую гимназию, в 1883 году — юридический факультет Варшавского университета.
Вначале служил помощником присяжного поверенного, позднее произведён в присяжные поверенные, имел адвокатскую практику в Петрокове. С 1897 года практиковал в Лодзи, где с партнёрами основал адвокатское Бюро. Публиковал свои статьи в газете «Петроковская неделя» и «Тыгоднике Петроковском» («Петроковском еженедельнике»). По его инициативе создано Лодзинское общество взаимного кредита, а Бабицкий избран его первым председателем.
В 1904—1905 годах работал в нескольких финансовых и образовательных организаций. В сентябре 1905 года стал членом выборного Польского комитета в Лодзи. Был членом Польской прогрессивной партии, в которой играл заметную роль. В январе 1907 года стал членом лодзинского выборного Комитета народного объединения, как представитель Польской прогрессивной партии. Недвижимость в Петрокове, которой владел Бабицкий, оценивалась в 25 тысяч рублей. Годовой заработок составлял 3 тысячи рублей.
15 февраля 1907 года был избран в Государственную думу II созыва от съезда городских избирателей. Вошёл в состав Польского коло. Состоял в думских комиссиях: финансовой комиссии, комиссии по запросам и комиссии о нормальном отдыхе служащих в торговых и ремесленных заведениях.
После разгона 2-й Государственной думы вернулся в Лодзь. Отказался выдвигать свою кандидатуру в 3-ю Государственную думу и вскоре отошёл от политической деятельности. Занимался адвокатской практикой, активно работал в общественных организациях; 10 октября 1909 года избран председателем Главного правления Противотуберкулезной лиги (Lidze przeciwgrużliczej) в Лодзи, оставался на этой должности по крайней мере вплоть до середины сентября 1912 года. С июня 1910 года был товарищем председателя правления Товарищества Музея науки и искусства.
Его судьба после 1912 года остаётся неизвестной.

### Рекомендуемые источники
- Brzoza Cz., Stepan K. Poslowie polscy w Parlamente Rosyjskim, 1906—1917: Slownik biograficzny. Warszawa, 2001.

### Архивы
- Российский государственный исторический архив. Фонд 1278, Опись 1 (2-й созыв). Дело 24; Дело 606. Лист 8.